# モンテル・ジャクソン
モンテル・ジャクソン（Montel Jackson、1992年4月24日 - ）は、アメリカ合衆国の男性総合格闘家。ウィスコンシン州ミルウォーキー出身。レッド・シェーファーMMA/プーラ・ビーダBJJ & MMA所属。UFC世界バンタム級ランキング15位。

## 来歴
周囲の友人のほとんどが刑務所に収監されるか殺害されるなど荒んだ環境で育つ。この環境から抜け出すために高校からレスリングを始めると、優秀な成績を収めオリンピックへの出場を目指したが、病気を患っていた祖父母の介護をするために大学への入学を断念した。その後、ジャクソンはミシガン州マーケットのオリンピック・トレーニングセンターでレスリングのトレーニングを再開し、再びオリンピックへの出場を目指したが、2013年2月に国際オリンピック委員会がオリンピック種目からレスリングを除外することを決定したため頓挫した。この間、アマチュア総合格闘家の友人から、ラウフェオン・ストッツとの試合に向けてレスリングのトレーニングを頼まれたのをきっかけにレッド・シェーファーMMAでブラジリアン柔術のトレーニングを始め、2017年にプロ総合格闘技デビュー。

### UFC
2018年8月4日、UFC初参戦となったUFC 227でリッキー・シモンと対戦し、0-3の判定負け。
2021年9月18日、UFC Fight Night: Smith vs. SpannでJP・ベイズと対戦し、3-0の判定勝ち。この試合でUFCバンタム級新記録となる1試合における最多ノックダウン奪取記録「4回」を樹立した。
2023年4月22日、UFC Fight Night: Pavlovich vs. Blaydesでハニ・ヤヒーラと対戦し、左ストレートでダウンを奪いパウンドで1RKO勝ち。パフォーマンス・オブ・ザ・ナイトを受賞した。
2024年7月13日、UFC on ESPN: Namajunas vs. Cortezでダモン・ブラックシアと対戦し、左ストレートでダウンを奪いパウンドで開始18秒のKO勝ち。2試合連続のパフォーマンス・オブ・ザ・ナイトを受賞した。

## 戦績

### 総合格闘技
| 総合格闘技 戦績 | 総合格闘技 戦績 | 総合格闘技 戦績 | 総合格闘技 戦績 | 総合格闘技 戦績 | 総合格闘技 戦績 | 総合格闘技 戦績 |
| --------------- | --------------- | --------------- | --------------- | --------------- | --------------- | --------------- |
| 17 試合         | (T)KO           | 一本            | 判定            | その他          | 引き分け        | 無効試合        |
| 15 勝           | 8               | 1               | 6               | 0               | 0               | 0               |
| 2 敗            | 0               | 0               | 2               | 0               | 0               | 0               |

| 勝敗 | 対戦相手               | 試合結果                            | 大会名                                      | 開催年月日     |
| ○    | ダニエル・マルコス     | 5分3R終了 判定3-0                   | UFC on ESPN 66: Sandhagen vs. Figueiredo    | 2025年5月3日   |
| ○    | ダモン・ブラックシア   | 1R 0:18 KO（左ストレート→パウンド） | UFC on ESPN 59: Namajunas vs. Cortez        | 2024年7月13日  |
| ○    | ハニ・ヤヒーラ         | 1R 3:42 KO（左ストレート→パウンド） | UFC Fight Night: Pavlovich vs. Blaydes      | 2023年4月22日  |
| ○    | フリオ・アルセ         | 5分3R終了 判定3-0                   | UFC 281: Adesanya vs. Pereira               | 2022年11月12日 |
| ○    | JP・ベイズ             | 5分3R終了 判定3-0                   | UFC Fight Night: Smith vs. Spann            | 2021年9月18日  |
| ○    | ジェシー・ストレーダー | 1R 1:58 KO（左フック→パウンド）     | UFC on ESPN 21: Brunson vs. Holland         | 2021年3月20日  |
| ×    | ブレット・ジョーンズ   | 5分3R終了 判定0-3                   | UFC Fight Night: Figueiredo vs. Benavidez 2 | 2020年7月19日  |
| ○    | フェリペ・コラレス     | 5分3R終了 判定3-0                   | UFC Fight Night: Blaydes vs. dos Santos     | 2020年1月25日  |
| ○    | アンドレ・スーカムタス | 5分3R終了 判定3-0                   | UFC 236: Holloway vs. Poirier 2             | 2019年4月13日  |
| ○    | ブライアン・ケレハー   | 1R 1:40 ダースチョーク              | UFC 232: Jones vs. Gustafsson 2             | 2018年12月29日 |
| ×    | リッキー・シモン       | 5分3R終了 判定0-3                   | UFC 227: Dillashaw vs. Garbrandt 2          | 2018年8月4日   |
| ○    | リコ・ディスキウロ     | 3R 2:15 TKO（パンチ連打）           | Dana White's Contender Series 9             | 2018年6月12日  |
| ○    | ダロン・マッキャント   | 1R 0:57 KO（側頭部への肘打ち連打）  | Driller Promotions: A-Town Throwdown 13     | 2018年3月10日  |
| ○    | ジェシー・ワネマッカー | 2R 3:16 TKO（ドクターストップ）     | Driller Promotions: No Mercy 7              | 2018年2月7日   |
| ○    | テレンス・アルモンド   | 5分3R終了 判定3-0                   | KOTC: Mercenaries 2                         | 2018年1月13日  |
| ○    | ショーン・ハフマン     | 1R 1:08 TKO（パウンド）             | Pure FC: Pure Fight Night 1                 | 2017年8月11日  |
| ○    | ジョシュ・ワイズマン   | 1R 1:44 TKO（パウンド）             | Pure FC 7                                   | 2017年6月24日  |

## 表彰
- UFC パフォーマンス・オブ・ザ・ナイト（2回）